# 유희 (대경왕)
대경왕 유희(代頃王 劉喜, ? ~ 기원전 195년)는 전한의 황족이자 제후왕으로, 고제의 작은형이다. 자는 중(仲)으로, 흔히 유중(劉仲)이라 한다. 시호는 경(頃)이다.

## 생애
대나라 왕으로 봉해진 시기에는 이설이 있어서, 《사기》의 오왕비열전과 고조본기에서는 고제가 흉노와 싸워 백등산 포위전에서 곤궁에 처했다가 겨우 빠져나오고서, 고제 7년(기원전 200년)에 대나라 왕으로 봉해졌다고 한다. 고조공신후자연표와 한흥이래장상명신연표에서는 고제가 중국을 평정하고서 고제 6년(기원전 201년)에 봉해졌다고 한다. 그러나 흉노의 침입을 받자 버티지 못하고 고제 8년(기원전 199년)에 봉국을 버리고 낙양으로 달아나 황제를 뵈었고, 황실 일족이므로 법대로 처분하지 않고 합양후(郃陽侯)로 격하했다. 《한서》 고제본기와 제후왕연표에서는 의신후(宜信侯)에 봉해졌다가 고제 6년(기원전 201년)에 운중·안문·대군 53현을 통치하는 대왕으로 임명되었고, 고제 7년(기원전 200년) 12월에 흉노의 침입을 받자 봉국을 버리고 낙양으로 달아났다고 기록했다. 《자치통감》에서는 《한서》의 기록을 좇았다.
혜제 2년(기원전 193년)에 죽었다. 아들 유비가 오왕이기 때문에 대경후(代頃侯) 혹 대경왕(代頃王)이란 시호를 받았다.

## 가계
- 유태공
  - 무애왕 유백
  - 대경왕 유희
    - 오왕 유비
    - 덕애후 유광

  - 고제 유방
  - 초원왕 유교